# Jericho – Der Anschlag
Jericho (dt. Titelzusatz Der Anschlag) ist eine dystopische Fernsehserie von CBS, die darstellt, wie Menschen der heutigen Gesellschaft (2006) in der fiktiven amerikanischen Kleinstadt Jericho, Kansas (laut einer Aussage in der ersten Folge knapp 5000 Einwohner), kurz nach einer Kernwaffenexplosion in einer post-apokalyptischen Welt leben und überleben.

## Handlung

Angegriffene Städte und Lage von Jericho

Jake Green kommt nach einer mehrjährigen Abwesenheit wieder in seine ländliche kleine Heimatstadt Jericho, um einige Dinge zu regeln. Kurz nachdem er den Ort verlässt, erscheint ein gigantischer Atompilz in der Gegend von Denver. Abgeschnitten von jeglicher Kommunikation zur Außenwelt, ohne zu wissen, was passiert ist, und ohne weitere Unterstützung, sind alle Bewohner von Jericho auf sich gestellt. Im Laufe der Serie stellt sich heraus, dass über zwanzig Städte im gesamten Land angegriffen worden sind, u. a. Washington, wo sich gerade der Präsident aufhielt. Wer die Angriffe verübt hat, bleibt zunächst unklar. Gegen Ende der 1. Staffel stellt sich dann heraus, dass Terrorgruppen unter Führung eines hohen Homeland Security-Beamten namens Valente die Anschläge verübt haben. Die erste Staffel behandelt vor allem die Probleme, die sich direkt nach dem Atomschlag stellen. So muss die Versorgung sowohl der Einwohner als auch von Flüchtlingen gesichert werden. Wesentlich problematischer wird der Kampf gegen eine private Söldnerfirma und gegen eine Nachbarstadt. Im Finale der ersten Staffel plant das Militär eines Rumpfstaates, die Kontrolle über Jericho zu übernehmen.
In den USA ist nach den Angriffen ein politischer Machtkampf entbrannt. Der Präsident, der Vizepräsident und weitere hohe Amtsträger sind dem Anschein nach tot oder nicht handlungsfähig. Die Nachfolge des Präsidenten sollte der noch lebende Gesundheitsminister antreten, allerdings haben mehrere Politiker ihren Führungsanspruch angemeldet. Das Land ist daher in sechs Regionen gespalten, jede mit eigener Hauptstadt und eigenem Präsidenten. Die zweite Staffel behandelt den Konflikt zwischen den Bürgern Jerichos und der zunehmend dominant auftretenden Besatzungsmacht. Zusammen mit einem Firmenkonsortium, zu dem auch die Jennings & Rall gehört, kann das Militär zwar die Ordnung und eine Grundversorgung wiederherstellen, dafür werden jedoch die Bürgerrechte zunehmend eingeschränkt. Dazu kommt, dass die Ravenwood genau jene Söldnereinheit war, mit dem sich die Bewohner Jerichos bereits mehrere Gefechte mit Toten auf beiden Seiten geliefert haben. In der letzten Folge der zweiten Staffel fallen die ersten Schüsse eines Bürgerkrieges zwischen der Republik Texas und der sich formierenden Allianz mehrerer Bundesstaaten, die eng mit einem undurchsichtigen Firmenkonsortium zusammenarbeiten.

## Figuren
| Figur                     | Darsteller        | Deutscher Sprecher |
| ------------------------- | ----------------- | ------------------ |
| Gray Anderson             | Michael Gaston    | Claus Brockmeyer   |
| Eric Green                | Kenneth Mitchell  | Martin Halm        |
| Gail Green                | Pamela Reed       | Dagmar Dempe       |
| Jake Green, Jr.           | Skeet Ulrich      |                    |
| Johnston Jacob Green, Sr. | Gerald McRaney    | Christoph Jablonka |
| Robert Hawkins            | Lennie James      | Matthias Klie      |
| Heather Lisinski          | Sprague Grayden   | Angela Wiederhut   |
| Bonnie Richmond           | Shoshannah Stern  | Nina Kapust        |
| Stanley Richmond          | Brad Beyer        | Philipp Brammer    |
| Mimi Clark                | Alicia Coppola    |                    |
| Emily Sullivan            | Ashley Scott      | Claudia Lössl      |
| Dale Turner               | Erik Knudsen      |                    |
| Major Edward Beck         | Esai Morales      |                    |
| Roger Hammond             | Christopher Wiehl |                    |
| Skylar Stevens            | Candace Bailey    |                    |

Gray Anderson ist der politische Gegner von Johnston Green und Bürgermeisterkandidat bei den kommenden Wahlen, welche er auch gewinnt. Später berät er sich öfters mit Johnston Green und ist dankbar für jede Unterstützung.
Eric Green ist der Sohn von Bürgermeister Johnston Green und der Stellvertretende Bürgermeister Jerichos. Er ist mit April (dargestellt von Darby Stanchfield) verheiratet, die Ehe leidet jedoch unter Problemen, da Eric Green mit der Barbesitzerin Mary Bailey eine Affäre hat und sich aus Liebe zu Mary von April trennt, die ein Kind von Eric erwartet, was er erst später erfährt.
Gail Green ist die Ehefrau von Johnston Green.
Sie arbeitete früher als Krankenschwester und kann sich deshalb auch im örtlichen Krankenhaus nützlich machen, wenn Not am Mann ist.
Johnston Jacob „Jake“ Green, Jr. kommt nach fünf Jahren Abwesenheit zurück nach Jericho. Er erzählt verschiedene Geschichten über das, was er die letzten Jahre getan hat: Baseball spielen in der Minor League, dienen in der Navy und der Army. Im Verlauf der Serie stellt sich jedoch heraus, dass Jake Aufträge für Söldnereinheiten (u. a. Ravenwood) im Irak und in Afghanistan ausgeführt hat. Kurz nachdem er die Stadt wieder verlassen hat, sieht er einen Atompilz in Richtung Denver. In der zweiten Staffel wird er Sheriff von Jericho auf Vorschlag des Commanders Beck, dessen 10th Mountain Division den Konflikt zwischen Jericho und New Bern löst.
Jake Green und Emily Sullivan (die Tochter von Jonah Prowse) sind in Staffel 2 ein Paar.
Johnston Jacob Green, Sr. ist seit 25 Jahren der Bürgermeister Jerichos, jedoch verliert er die Bürgermeisterwahl gegen Gray Anderson. Er ist der Vater von Eric und Jake. In der letzten Folge der ersten Staffel wird er in der Schlacht gegen die Nachbarstadt New Bern getötet.
Robert Hawkins zwang seine Familie, kurz vor den Kernwaffenexplosionen nach Jericho zu ziehen. Er gibt sich als ehemaliger Polizist aus St. Louis aus und hatte angeblich auf Grund der Terroranschläge am 11. September 2001 ein Training beim Ministerium für Innere Sicherheit der Vereinigten Staaten. Allerdings gibt er sich später als FBI-Agent aus. Im Verlauf der ersten Staffel stellt sich jedoch heraus, dass Hawkins als CIA-Agent etwas mit den Anschlägen zu tun hat.
Heather Lisinski ist eine Grundschullehrerin in Jericho mit einem großen technischen Verständnis. Sie fährt mit einigen Bekannten nach New Bern und gilt daraufhin als tot. In der letzten Folge der ersten Staffel wacht sie in einem Militärlager auf und bittet den befehlshabenden Offizier, den Bürgern Jerichos im Kampf gegen New Bern zu helfen.
Bonnie Richmond ist die jüngere Schwester von Stanley. Sie ist gehörlos, kann von den Lippen lesen und spricht die American Sign Language. Sie wird in der 2. Staffel in einer Auseinandersetzung mit Ravenwood getötet

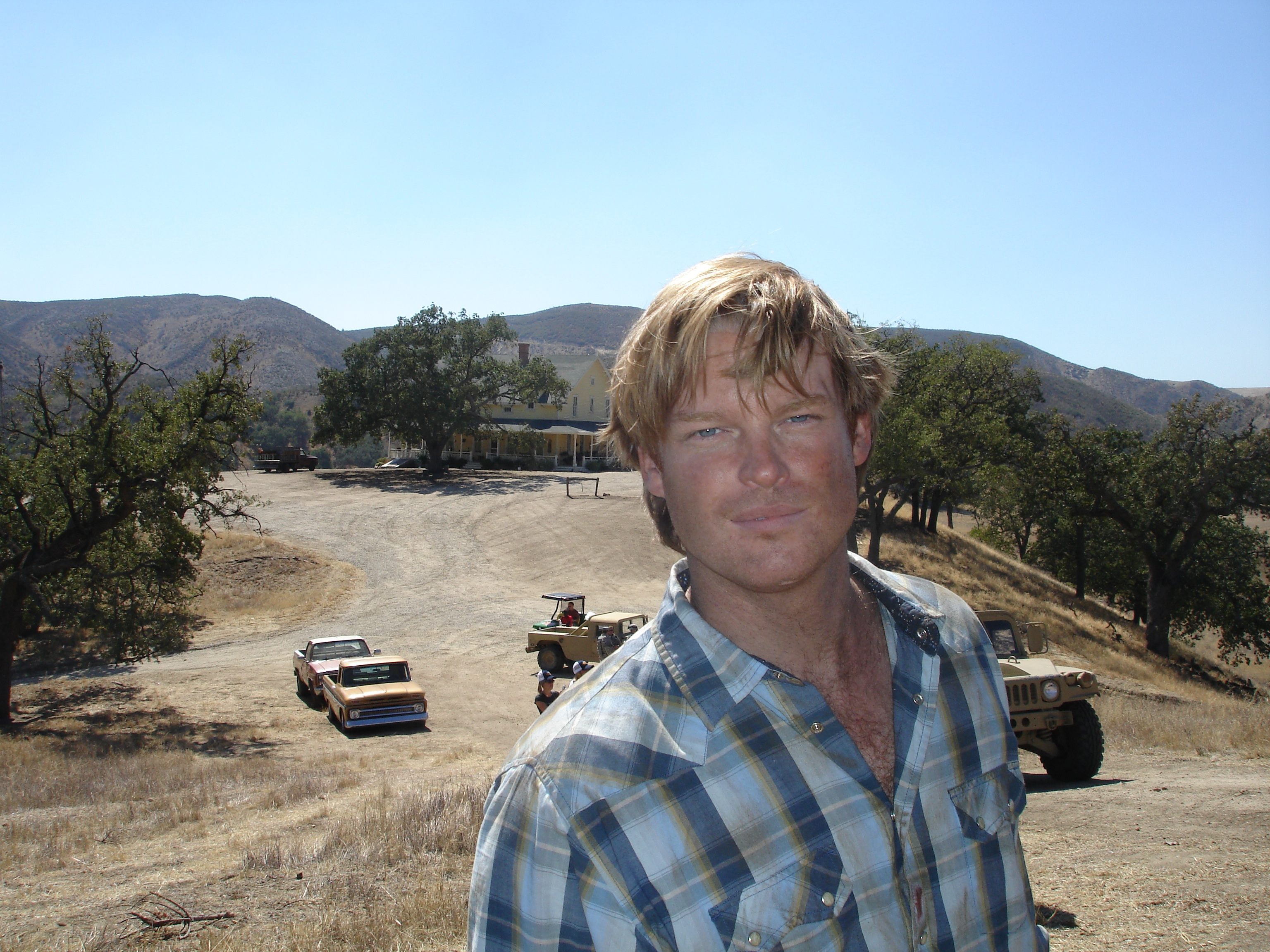
Brad Beyer (Stanley Richmond) auf dem Set von Jericho

Stanley Richmond ist ein Landwirt, der mit seiner gehörlosen Schwester Bonnie bei Jericho wohnt. Er ist ein guter Freund von Jake. Er ist einer der Männer, die nach New Bern gehen und wichtige Informationen von dort an Jericho bringen.
Mimi Clark ist eine Steuerprüferin, die im Auftrag der Regierung nach Jericho kommt, um die Finanzen von Landwirt Stanley Richmond zu prüfen. Da sie nach dem Anschlag in Jericho festsitzt, benötigt sie Verpflegung und eine Übernachtungsmöglichkeit. Beides findet sie bei Stanley Richmond und dessen Schwester Bonnie. Hierfür arbeitet sie im Haushalt des Richmonds mit, wenn auch anfangs mit Widerwillen. Im Lauf der Serie entwickelt sich zwischen Mimi Clark und Stanley Richmond eine Beziehung und sie bekommt engen Kontakt zur Bevölkerung von Jericho. Die beiden denken sogar über eine Heirat nach. Sie hat auch Anteil an vielen Ereignissen der Serie und wird dadurch quasi zu einer Einwohnerin der Stadt. In einer der ersten Folge erfährt sie außerdem, dass ihre Familie, die in einer der durch die Anschläge zerstörten Stadt wohnte, bei diesen mit großer Wahrscheinlichkeit getötet wurde.
Emily Sullivan ist die ehemalige Freundin von Jake. Sie hat sich nach Jakes Verschwinden mit einem erfolgreichen Bankier (Roger) verlobt, welcher gegen Mitte der ersten Staffel mit einer Gruppe von ca. 50 Flüchtlingen nach Jericho zurückkehrt. Jedoch wird er gezwungen, Jericho wieder zu verlassen, da Gray Anderson während eines Handgemenges mit Roger angeschossen wird.
Dale Turner ist ein Außenseiter ohne Freunde. Er arbeitet in Gracie’s Market, einem Supermarkt in Jericho. Seine Mutter kommt bei der Explosion in Atlanta ums Leben. Später wird er einer der Profiteure der Situation und kommt in den Besitz der Salzmine von Jericho.

## Veröffentlichung
Die erste Staffel von Jericho startete in den USA am 20. September 2006 und endete am 9. Mai 2007. Im Mai 2007 gab CBS anfänglich die Absetzung der Serie bekannt, doch auf Grund einer großen Fan-Kampagne zur Rettung der Serie verkündete CBS am 6. Juni 2007 die Fortsetzung zur „Mid-Season“. Da die erste Staffel mit dem Wort „nuts“ (hier im Sinne von „verrückt“) geendet hatte, waren die Fans über Internet aufgerufen worden, dem Sender Nüsse zu schicken. Rund 20 Tonnen Erdnüsse trafen bei CBS ein, das daraufhin erklärte, eine zweite Staffel auszustrahlen, aber darum bat, bitte keine Nüsse mehr zu schicken. Die siebenteilige zweite Staffel startete in den USA am 12. Februar 2008. Am 21. März 2008 gab CBS dann offiziell bekannt, dass man die Serie aufgrund der Quoten, welche im Schnitt unter denen der ersten Staffel lagen, eingestellt habe. Somit lief das Serienfinale am 25. März 2008.
ProSieben gab zwar ursprünglich bekannt, die zweite Staffel ausstrahlen zu wollen, unterbrach jedoch die Serie am 20. August 2007 und zeigte bis zu diesem Zeitpunkt erst 14 von 22 Folgen der ersten Staffel. Die Veröffentlichungsrechte an sämtlichen Folgen der ersten und zweiten Staffel wurden später an kabel eins abgetreten, das die Serie seit dem 25. März 2010 in Doppelfolgen sendete. Der deutsche Pay-TV-Sender Syfy zeigte alle Episoden der ersten und zweiten Staffel seit dem 11. Januar 2010.
Seit dem 7. August 2008 ist die erste Staffel von Jericho im deutschen Handel erhältlich. Die erste Staffel von Jericho mit allen 22 Episoden wurde auf insgesamt sechs DVDs im 16:9-Format veröffentlicht und hat eine Spieldauer von 911 Minuten. Die zweite Staffel von Jericho wurde am 18. Juni 2009 auf Deutsch veröffentlicht. Wie die erste Staffel ist auch die zweite Staffel erst ab 16 Jahren freigegeben. Auf der DVD befindet sich als Extra auch ein alternatives Ende, welches im Falle einer erfolgreicheren Ausstrahlung gesendet werden sollte.

## Fortsetzung
Am 12. März 2009 gab der Comicbuchverlag Devil’s Due Publishing bekannt, dass die Geschichte der Serie in Comicbuchform fortgesetzt werden wird. Die erste von sechs Folgen erschien am 25. November 2009. Die Staffel wurde mit der Veröffentlichung eines Sammelbandes der ersten drei Hefte und den fehlenden drei Folgen am 29. Mai 2011 abgeschlossen. Die Geschichte stammt aus der Feder der Produzenten und Drehbuchautoren der Fernsehserie. Im August 2011 erschien ein 144-seitiger Sammelband der sechs Folgen unter dem Namen Jericho Season 3: Civil War bei IDW Publishing. Die fünf Ausgaben umfassende vierte Staffel erschien am 15. August 2012. Darin werden die Geschehnisse aus der dritten Staffel fortgesetzt. Autor der Bände ist Kalinda Vazquez, welcher von den Autoren der Fernsehserie unterstützt wurde. Ein Sammelband der fünf Ausgaben erschien am 25. März 2014 unter dem Titel Jericho Season 4.

## Belege
1. ↑  USA Today.com: „Online 'peanut' gallery resurrects 'Jericho'“ abgerufen am 6. Juni 2010 (englisch)
2. ↑  Jericho: Start der zweiten Staffel im Februar
3. ↑  Jericho: CBS setzt die Serie ab
4. ↑  Uwe Mantel: ProSieben wird auch 2. "Jericho"-Staffel zeigen. In: DWDL.de. 14. Juni 2007, abgerufen am 11. Juni 2023.
5. ↑  Uwe Mantel: ProSieben unterbricht "Jericho"-Ausstrahlung. In: DWDL.de. 16. Juli 2007, abgerufen am 11. Juni 2023.
6. ↑  DWDL.de: Gewagt: kabel eins hat Sendeplatz für "Jericho
7. ↑  Deutscher Sci Fi Channel zeigt ab Januar «Jericho»
8. ↑  Serienfanatiker.com: Jericho ab August auf DVD (Seite nicht mehr abrufbar, festgestellt im April 2019. Suche in Webarchiven)  Info: Der Link wurde automatisch als defekt markiert. Bitte prüfe den Link gemäß Anleitung und entferne dann diesen Hinweis.
9. ↑  Devil’s Due press release (Memento vom 19. März 2009 im Internet Archive)
10. ↑  Jericho Continues As Comic (Memento des Originals vom 2. Januar 2013 im Webarchiv archive.today)  Info: Der Archivlink wurde automatisch eingesetzt und noch nicht geprüft. Bitte prüfe Original- und Archivlink gemäß Anleitung und entferne dann diesen Hinweis.". DWSciFi.com, 10. März 2009. Abgerufen am 10. März 2009.
11. ↑  Ryall Time: JERICHO Returns! In: News Article. IDW, archiviert vom Original am 28. Mai 2011; abgerufen am 29. Mai 2011.  Info: Der Archivlink wurde automatisch eingesetzt und noch nicht geprüft. Bitte prüfe Original- und Archivlink gemäß Anleitung und entferne dann diesen Hinweis.
12. ↑  IDW Publishing Shop lists Redux, 4, and 5. In: Shop Listing. IDW, archiviert vom Original am 26. Juli 2011; abgerufen am 29. Mai 2011.  Info: Der Archivlink wurde automatisch eingesetzt und noch nicht geprüft. Bitte prüfe Original- und Archivlink gemäß Anleitung und entferne dann diesen Hinweis.
13. ↑  Jericho Season 3: Civil War (graphic novel). IDW, abgerufen am 15. November 2011.
14. ↑  Archivlink (Memento des Originals vom 18. Januar 2014 im Internet Archive)  Info: Der Archivlink wurde automatisch eingesetzt und noch nicht geprüft. Bitte prüfe Original- und Archivlink gemäß Anleitung und entferne dann diesen Hinweis.